# 北大未名BBS
北大未名BBS，简称北大未名、未名或BDWM，域名为 bbs.pku.edu.cn 和 bdwm.net，2000年5月4日正式对外开放，目前主要为北京大学校内网络提供互联网电子公告牌服务。原名PKU BBS，后曾改名北大BBS，2000年7月7日正式定名北大未名BBS。

## 发展简史
1999年，在北京大学计算中心的支持下，未名的前身PKU BBS开始建立并测试运行。最初是架设在北京大学的一台IBM捐赠的S/390大型机上，于當年12月21日开通测试。这台机器堪称中国大陆有史以来最昂贵的BBS服务器（价值约800万美元）。北大未名BBS的创始人是 chenhao 和 darksmith，开站元老还有buddesus、xsy、Min 和 littledrunk 等人。
如今，北大未名BBS架设在64位x86服务器上，软件则采用自行改造的Firebird BBS系统，该系统主要由C++语言写成，代码压缩后约3.0MB。访问方式支持传统的telnet远程登录，还提供WWW网页方式浏览。从2008年8月开始，北大未名BBS支持SSH方式登录，使得访问BBS的安全性大为提升。北大未名BBS还支持附件系统，可以发表带附件文章，附件服务器独立于主服务器，通过NFS文件系统与主服务器连接，但附件服务器较主服务器更经常发生状况导致附件系统失效。
2005年，受一塌糊涂BBS关站风潮的影响，教育部要求中国大陆地区高校BBS“转型”。从此北大未名也转为与如今的水木清华BBS相仿的校内型BBS（“校内交流平台”），限制了校外IP地址的直接访问，并终止了BBS与其他之间的自动转信功能。同时，由于一塌糊涂的关闭，北大未名很快成为在线北大学生人数最多的BBS站点。
从2005年下半年开始，技术站务组开始测试利用PHP技术改造的WWW访问方式。现在PHP动态页面技术已全面替代传统Firebird的CGI技术，不仅扩充了WWW服务的功能，还大大改进了服务效率，提高了访问速度。
现在，北大未名BBS的访问条件偶尔也会暂时放松，对北京大学校外的IP地址开放，但规律不详。还有一些校外用户懂得并能够通过个别校内用户私自开设的穿梭代理服务，间接登录北大未名，不过，“穿梭”登录的用户仍然不能注册新用户名。2008年寒假，北京大学计算中心开通了VPN服务，假期在校外的学生能够凭借校园网的用户名和密码直接通过VPN接入校园网络并访问北大未名BBS，该方式访问可以获得与校内访问相同的访问权限。
无论如何，未名并没有完全从外界社会公众眼中消失。一些新闻媒体经常从未名上收集新闻线索，比如北京报纸《新京报》，该报时常以未名版面文章（特别是负面消息）为素材发表新闻，但是往往断章取义而且不进行深入的调查取证，因此该报的行为备受北大学子的指责。
2008年11月，北大未名BBS悄然开放对外登陆权限，telnet远程登陆及WWW登陆均可，但并未开放校外IP注册权限。未名BBS于2009年3月再次关闭对外登陆权限，但同年6月以后又恢复。
2010年1月19日，北大未名站全部服务器迁回北大计算中心，IP地址由原来的162.105.204.150变更为162.105.205.23。

## 管理格局
北大未名是北大官方的BBS，在管理方面，校方在一定程度上参与其中。北京大学青年研究中心被校方授权负责未名的管理工作，是未名的主管机构。它负责发布学校各部门（上至校长办公室，下至各院系所中心）传递下来的政策，同时中心的部分工作ID（如watern）拥有删除全站任何文章，尤其是三角地版面文章的特殊权利。他们原则上对“威胁站点安全”的言论进行控制，但事实上经常删除各种对“校方”——如餐饮中心、学工部、保卫部甚至各院系——表示不满的帖子，而保留对学校表示理解和同情的内容。除此之外，未名BBS在很大程度上处于学生自治状态。
在一般情况下，BBS站的最高常务管理机构为「站务委员会」，设有站务总监一名，以及数量不等的常任站务、技术站务、实习站务和美工站务等职位。站务总监全面领导包括重要职务任免、日常用户管理和讨论区管理等行政事务性工作。技术站务组全面领导包括硬件维护、软件开发、日常维护在内的各方面技术工作。2020年6月，迫于青年研究中心的压力，技术总监的职位被迫取消。
根据站规，北京大学校长兼任BBS的站长，现在即龚旗煌，BBS用户名PKU。站长在名义上领导站务委员会的工作，但实际上几乎从来不上站，也不干涉日常管理工作，只有发布总监任免等站内重要公告时才由学校领导老师使用此帐号登录。除此之外，北大于2005年7月7日成立了北大未名BBS发展委员会，由张彦担任主任，教务部、学工部等部门的领导为成员，青年研究中心主任担任秘书长，实际上代表学校参与未名的事务，主要是“校务特区”的事务和总监的任命。
站务委员会以下设有十余个分区，每个分区根据需要任命若干名区务（区长），具体管理各自区内讨论区的开设、下属版务的任免等日常事务，并经常巡查各讨论区的实际运作状况。每个讨论区一般任命有1～3名版务（版主），负责对治下的讨论区进行言论监督、讨论引导和精华区建设等日常工作。一般来说，版务对区务直接负责，区务则对站务委员会负责，但是俱乐部区（G区）原则上实行版务自治，区长轻易不得干涉版务决策。
站务委员会的美工站务组负责设计和维护全站与telnet界面ASCII字符艺术和WWW图片装饰有关的美术工作，包括telnet活动看板、进站离站画面、WWW网站封面和广告条的制作与审批。
为调解管理工作中的纠纷，监督各级管理人员的工作，北大未名还设置了相对独立的仲裁委员会，接受正式注册的用户对版务、区务甚至站务人员的仲裁申请或弹劾动议。仲裁委员会的正式裁定，由站务委员会最终核准执行。
此外，北大未名设有专门负责批准账号正式注册申请的账号管理员若干人，严格执行BBS账号注册审批制度。全站首页推荐文章由文摘/Collection版版务根据用户的推荐加以甄选。还有一个主要采写八卦小报《未名起居注》的起居注编辑部（原名未名站刊工作组起居注专组、未名文摘工作组），成员多系未名热心用户报名自荐而来，并不负责其他实际管理工作，但在舆论引导方面具有一定影响力。

### 历任站务组负责人

#### 新三总监制
- 站务总监

| ID           | 任职时间                     |
| ------------ | ---------------------------- |
| Homagod      | 2020年6月12日至今            |
| sliorveen    | 2017年6月13日～2020年6月12日 |
| yiranchinese | 2014年4月9日～2017年6月13日  |
| Berusconi    | 2011年7月11日～2014年4月9日  |
| BrianTang    | 2010年6月22日～2011年7月11日 |

- 站务副总监

| ID       | 任职时间                     |
| -------- | ---------------------------- |
| opposite | 2020年6月12日至今            |
| Manwe    | 2017年6月13日～2020年6月12日 |
| Opril    | 2014年4月9日～2017年6月13日  |
| bhflj    | 2011年7月11日～2014年4月9日  |
| xRoyal   | 2010年6月22日～2011年7月11日 |

- 技术总监

| ID           | 任职时间                      |
| ------------ | ----------------------------- |
| alwaysmoving | 2017年6月13日～2020年6月14日  |
| tcfa         | 2014年11月25日～2017年6月13日 |
| onelittlefox | 2010年6月14日～2014年11月25日 |

#### 早期站务总监
| ID      | 任职时间                     |
| ------- | ---------------------------- |
| tcfish  | 2007年9月27日～2010年6月22日 |
| huangjy | 2005年3月31日～2007年9月27日 |
| pearson | 2004年3月25日～2005年3月28日 |
| papaya  | 2003年3月31日～2004年1月14日 |
| human∗  | 2003年1月1日～2003年1月12日  |

∗其时实行三总监制，human为常务总监，yanglc为技术总监，axia为发展总监

### 历任站长
2003年1月1日起，由PKU担任站长，代表北京大学对未名BBS的所有权。这个帐号并不代表北大校长，而是一个学校成立的“北大未名BBS发展委员会”代表学校任命站务总监。
| ID      | 任职时间                      |
| ------- | ----------------------------- |
| PKU     | 2003年1月1日起                |
| aiya    | 2002年6月23日～2003年12月31日 |
| yingf   | 2001年11月28日～2002年5月9日  |
| chenhao | 1999年12月21日～2001年9月22日 |

## 网站内容
北大未名BBS作为北大全校广泛使用的互联网电子公告牌系统，于现有十余个分区之下，总共同时开设着近千个讨论区（版面），以三角地、笑口常开和别问我是谁三个版面最为出名。
各个讨论区中比较重要的一类是包括出国、求职、讲座、二手、团购、房屋、寻物等在内的实用信息发布版面。此外还有大量的校内各单位院系、学生团体、组织机构、兄弟院校、地方省区等社群的主题版面，以及有关学术、艺术、技术、娱乐、情感、体育等话题的主题版面。北大正式开设的课程可以在北大未名申请专门的讨论区。一些趣味相投的小群体（小圈子）还可以申请虽然内容公开但外人无法参与讨论的俱乐部版面。
北大未名BBS还提供个人文集服务，注册帐户可自由申请，其下也可开设留言板供其它使用者留言。在博客尚未盛行的年代这成为了未名网友的私人空间。因为相对于普通博客具有更大的私密性，个人文集往往成为好友们私人交流的空间。不少用户将自己欣赏的精华文章也收录在个人文集中，因此有些时候也成为一些未名历史纪录的保存场所。近些年来个人文集的使用程度有所下降。新的博客功能也已开通，但使用仍不普及。
另外，北京大学官方还借用北大未名的软硬件条件设立了校务特区诸版面，如校长信箱/PKU_Suggest版等，用以快速沟通北大校内各方面的管理问题。

### 三角地
三角地（Triangle）版，通称tri版，是北大未名平常参与人数最多的讨论区，各种校内外、国内外的大小时事均可公开发布并获得广泛讨论。近年来，由于yxtgh等ID的贡献，在没有重大事件发生时，三角地基本担负了时事新闻版面的角色。然而在有重大事件发生时，三角地又呈现以往百家争鸣的格局。
三角地的优点在于信息量大，但也因为参与讨论的人数实在太多，言论立场各异而又水平参差，引发的争论乃至纠纷同样居于全站首位。一些“别有用心”的用户经常将三角地当成恶作剧甚至寻衅滋事的空间。由于版面功能特别重要，社会影响特别巨大，管理工作又如此复杂而繁重，所以实际上三角地由站务委员会直辖，并设置有其他特殊政策：
1. 关键词拦截：如果要发表（包括转载）的文章含有被认为不宜出现的某些敏感词语，文章就无法成功发表。然而在WWW方式下发文多数时候能够绕开拦截。
2. 每每适逢易引起较大争议的突发事件，比如体育馆工地失火等关涉公共秩序的状况，三角地还会采取临时性的言论管制措施，毫无预警地直接删除与事件相关的一切讨论文章，甚至在事态可能失控前暂时关闭（只读）。但近几年，管制措施过紧，甚至发生了正面新闻报道转贴到三角地被删除的情况，导致部分网友对站务的不满。

### 别问我是谁
别问我是谁（SecretGarden）版，通称匿名版或sg版（并不是指政府管理学院/SG版），是一个没有设定明确的讨论话题但又允许匿名发表文章并以匿名方式为默认发文设置的版面。

### 笑口常开
笑口常开（Joke）版也是一个人气旺盛的讨论区，接受各种原创和转载笑话。
北大未名的Joke版原创笑话很少，大部分主题属于转贴的老笑话和从全站其他版面转载来的可笑文章。有些转载自三角地或匿名版的文章，原文很快在原版遭到删除，故而有人把Joke版称作三角地或匿名版的“回收站”。不过，Joke版文章内容的主要特色，不论主题还是转载，往往最终可以归为“性”的核心话题，而且大多数用户对此乐而不疲。
Joke版的回复性讨论则以指出老笑话“tooold”（连写的too old，中间可再加入更多字母o——英语“太老了”的意思）的言论为主，并由于历届版务反对甚至打击喊tooold的行为，还衍生出种种tooold的替代委婉语。有时Joke版的讨论还带有浓厚的学术色彩，其实是在以严肃的形式表达调侃的内容。也有常见用语“infer”专指在版面上反应比别人慢半拍，发帖比较土，经常说大家都知道的内容的一类人。而两种用语的区别在于，如果重复发表几天前或更早已经发布的内容，称为tooold，如果相隔很短的时间内发表或者转载相同内容则称为infer。“infer”行为已经成为Joke版的一种娱乐方式，并且网友乐此不疲。

### 鹊桥
鹊桥（PieBridge）版，通称pie版（但不是指鹊桥征玩友/PieFriends版），是一个公开发布征求男女朋友的交友性质版面。
在转为校内型BBS之前，北大未名的鹊桥版情况极其复杂，校内外各路人马经常以真真假假的身份混迹该版，使鹊桥成为一个相当危险的地方。如今的鹊桥版依旧十分复杂。由于公开征友的需要以及青年学生的涉世不深，鹊桥版总是含有大量隐私信息，甚至包括部分个人的姓名和肖像照片，这些真实资料可能造成隐私泄漏危机，虚假资料则又会欺骗应征人的感情；由于回复的评论往往直接对出来征友的个人评头品足，很容易在年轻气盛的学生之间引发不愉快甚至严重的纠纷；还有一些涉及男女关系的敏感话题也和谈情说爱（Love）版的常见状况类似。

## 未名文化

### 版聚和版衫
目前，由于很多讨论区的常驻用户多为北大在校生，宿舍相邻，志趣相投，网络之外的聚会活动，即版聚，往往必不可少。西门鸡翅文化正是通过大量的北大未名版聚活动逐渐成为燕园饮食文化的重要一环。
许多讨论区都有热心用户自发设计并组织集体订购由校外工厂按订单加工的版衫——和印有与版面主题相关的图案的休闲文化衫。其中以名侦探柯南/Conan版的版衫最为有名，不但多次组织设计、订购，而且历来订购数量最多，经常超过未名站衫的销量。

### 站聚与站衫
北大未名从庆祝开通测试一周年起就有举办站庆活动的风俗，近年来主要包括举办大型聚餐会，即站聚，以及设计、订购站衫的活动。站聚早年选在北大校内食堂举行，近年的站聚地点多数是学校周围的餐厅。参加者须交纳一定数额的费用，站方亦会根据参加者的积分、原创分等指标对餐费作出不同程度的补助。站衫的吸引力往往不及很多版衫，但借助广告宣传上的优势，销量向来不俗。

### 《未名起居注》
《未名起居注》是一份由未名文摘编辑组主持编写的、对全站各公开版面每日重要事件进行八卦式报道的小报，刊物的口号为“总监指示：今日特许八卦”（典出郑板桥“今日许你卖盐”的故事）。除编辑组成员自行采集到的新闻线索外，《起居注》还鼓励其他热心用户前往刊物的根据地未名起居注/WMReview版积极“报料”。每年4月1日，《起居注》还会刊出“愚人节特别版”，以期进一步娱乐大众。就是在这样的娱乐氛围中，《起居注》实际上也起到了引导全站舆论焦点的重要作用。

### 测试站
转型后的未名曾多次因硬件维护升级需要而较长时间关闭，还因此数次开放了测试站，又称伪站。测试站没有正式站的讨论区设置，不能注册新用户，但拥有正式站的全部用户数据，老用户可以正常登录。
由于测试站的内容数据不会“带回”升级完成的正式站，在那里发生了许多原来正式站上不可想象的有趣事件。很多用户未经正规流程即被任命作版务甚至站务。大量在正式站不可能获批开设的版面，如Sex版、Gay、Les、BI、SM版等纷纷成立。测试站上发生的这一切，有人认为是广大管理员和用户们长期受压抑的愿望的集中发泄，侧面反映了当前BBS管理形势面临的潜在矛盾。